# Félix Bermudes
Félix Redondo Adães Bermudes (* 4. Juli 1874 in Porto; † 5. Januar 1960 in Lissabon) war ein portugiesischer Bühnenautor und Sportschütze.

## Leben
Nach Abschluss seines Wirtschaftsstudiums (Curso Superior do Comércio) begann er 1907 seine Theaterlaufbahn, mit der Operette O Tira-Teimas, die er zusammen mit Ernesto Rodrigues schrieb. Mit Rodrigues ebenso wie mit João Bastos schrieb er danach weitere Operetten, in der Zeit zwischen 1912 und 1926, wobei O Conde-Barão von 1918 als das erfolgreichste Stück galt. Danach arbeitete er mit Bastos allein zusammen, von 1926 bis 1932. 1933 schrieb er die Operette O Timpanas, mit Musik von Frederico de Freitas.
Von Bermudes stammen auch eine Reihe leichter und populärer Komödien, darunter die erfolgreich verfilmten João Ratão und vor allem O Leão da Estrela (Regie des ehemaligen UFA-Schauspielers Artur Duarte). Er gehörte auch zu den Gründern der SECTP ("Sociedade de Escritores e Compositores Teatrais Portugueses"), einer Verwertungsgesellschaft und direktem Vorläufer der heutigen SPA (Sociedade Portuguesa de Autores), dem portugiesischen Gegenstück zur deutschen GEMA. 1956 wurde er Präsident der internationalen Föderation der Schriftstellerverbände, Federação Internacional das Sociedades de Homens de Letras.
Daneben war er begeisterter Sportler. In den Jahren 1916/1917, 1930/1931 und 1945 war er Präsident des Sportvereins Benfica Lissabon. Zudem nahm er 1924 an den Olympischen Sommerspielen teil. Er trat in den Schießwettbewerben an und belegte im Mannschaftswettkampf des freien Gewehres den 17. Platz zusammen mit Dario Canas, Manuel Guerra, António Ferreira und Francisco António Real. Er war der Vater von Cesina Bermudes.